# Phoma lacustris
Phoma lacustris är en lavart som beskrevs av P. Karst. 1884. Phoma lacustris ingår i släktet Phoma, ordningen Pleosporales, klassen Dothideomycetes, divisionen sporsäcksvampar och riket svampar.   Inga underarter finns listade i Catalogue of Life.